# Ecnomina batyle
Ecnomina batyle är en nattsländeart som beskrevs av Arturs Neboiss 1977. Ecnomina batyle ingår i släktet Ecnomina och familjen trattnattsländor. Inga underarter finns listade i Catalogue of Life.